# Sparks – The Origin of Ian Sparks
Sparks – The Origin of Ian Sparks ist ein US-amerikanischer Actionfilm aus dem Jahr 2013 des Regisseurs Christopher Folino. Die Comicverfilmung basiert auf einer Graphic Novel von Folino selbst und spielt in den 1940er Jahren.

## Inhalt
Superheld Ian Sparks entdeckt die Schattenseiten des Heldentums, als er dem berüchtigtsten Superkriminellen der Nation nachspürt und dabei sein Leben und seinen Ruf beschädigt. Der tragische Verlust seiner Eltern, als er ein kleiner Junge war, gab ihm den Wunsch, ein Held zu werden. Er schaffte es, sich mit Superheldin Lady Heavenly zusammenzutun. Doch die Ankunft des bösartigen Serienmörders Matanza, der auf einen blutigen Amoklauf durch die Stadt geht, zerstört Sparks und Heavenlys Partnerschaft. Von Schuldgefühlen geplagt, befindet sich Sparks an seinem persönlichen Tiefpunkt, nur um von seinem Schutzengel Archer gerettet zu werden. Der Polizist war selbst auf tragische Weise mit dem Tod von Sparks‘ Eltern verbunden. Archer und Sparks entdecken ihren gemeinsamen Feind, der eine Partnerschaft anderer „begabter“ Personen mit unehrenhaften Absichten begründet. Sparks hat seinen Tiefpunkt noch nicht überwunden und versucht, schnell Geld zu verdienen, was nicht ohne Gefahren ist. Um das Unrecht zu korrigieren, das ihm und seinen Freunden angetan wurde, muss er sich seiner Vergangenheit stellen und für seine Zukunft kämpfen.

## Produktion und Veröffentlichung
Christopher Folino war Autor der Vorlage und auch des Drehbuchs für den Film. Außerdem fungierte er als zusammen mit Todd Burrows Regisseur. Produzenten waren neben Folino auch Tyler Endicott, Michael A. Smith, James Sutton und Eric D. Wilkinson. Die Musik stammt von Jacob Shea und für den Schnitt war Van Maximilian Carlson verantwortlich. Die künstlerische Leitung lag bei Brandi Creason und zuständig für die Kameraführung waren Josh Fritts und Jackson Myers.
Der Film wurde am 1. März 2013 beim Cinequest Festival einem breiteren Publikum vorgestellt. Es folgten weitere Festival-Vorführungen in den USA und am 18. März 2014 die amerikanische Veröffentlichung auf DVD. Später erschien der Film auch in Deutschland, Großbritannien, Frankreich und Japan auf Kaufmedien.

## Kritik
„[…] Action-Abenteuerfilm als weitere Variante aus dem schier unerschöpflichen Reservoir US-amerikanischer Superhelden-Popkultur. Außer seinem (nicht nur) in Montur ansehnlichen Hauptdarsteller hat der Film freilich nichts zu bieten. “